# Maschinenfabrik Christian Hagans

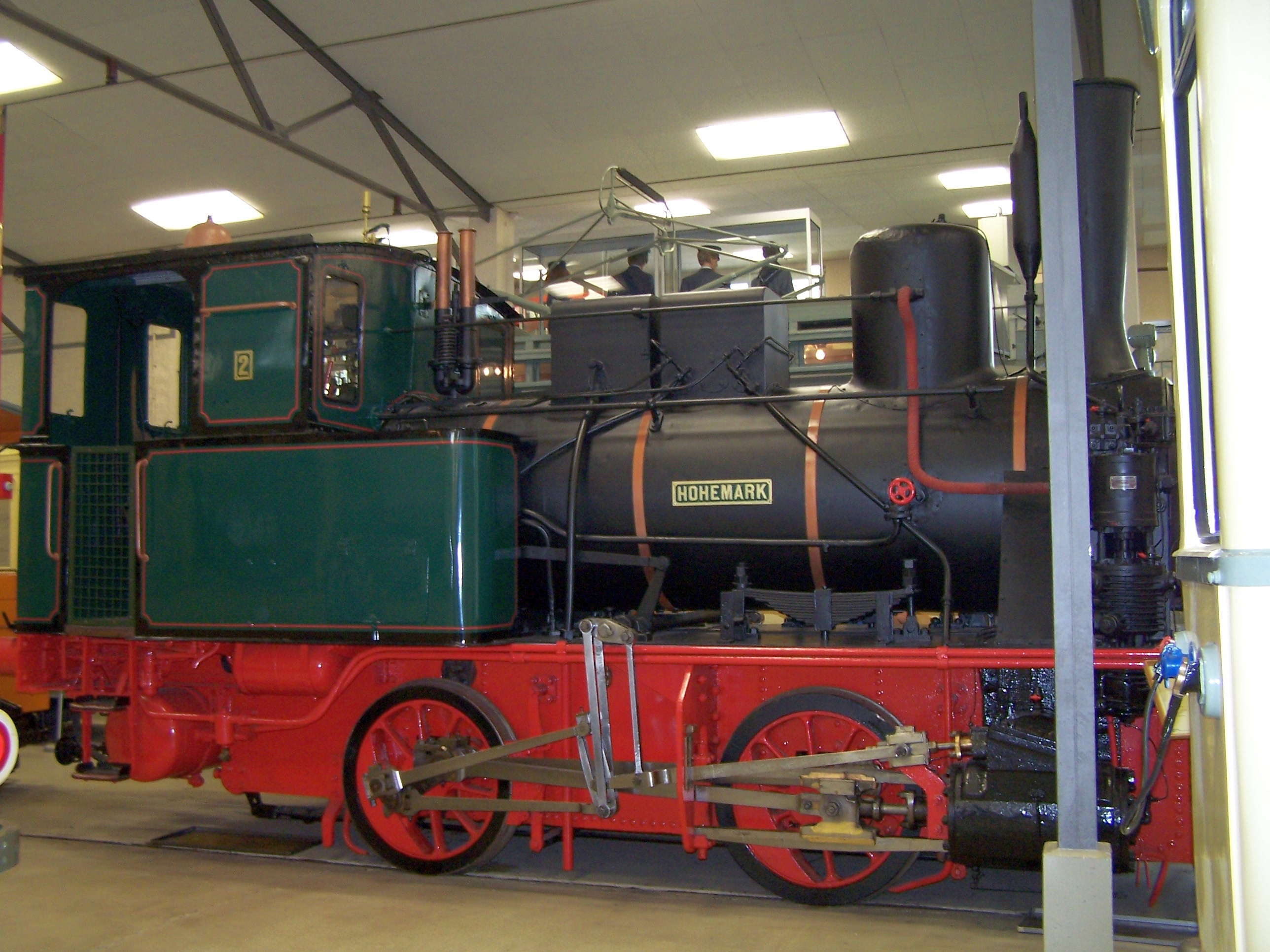
Hagans Bn2t-Dampflokomotive HOHEMARK von 1900 (Fabriknr. 438) im Verkehrsmuseum Frankfurt am Main

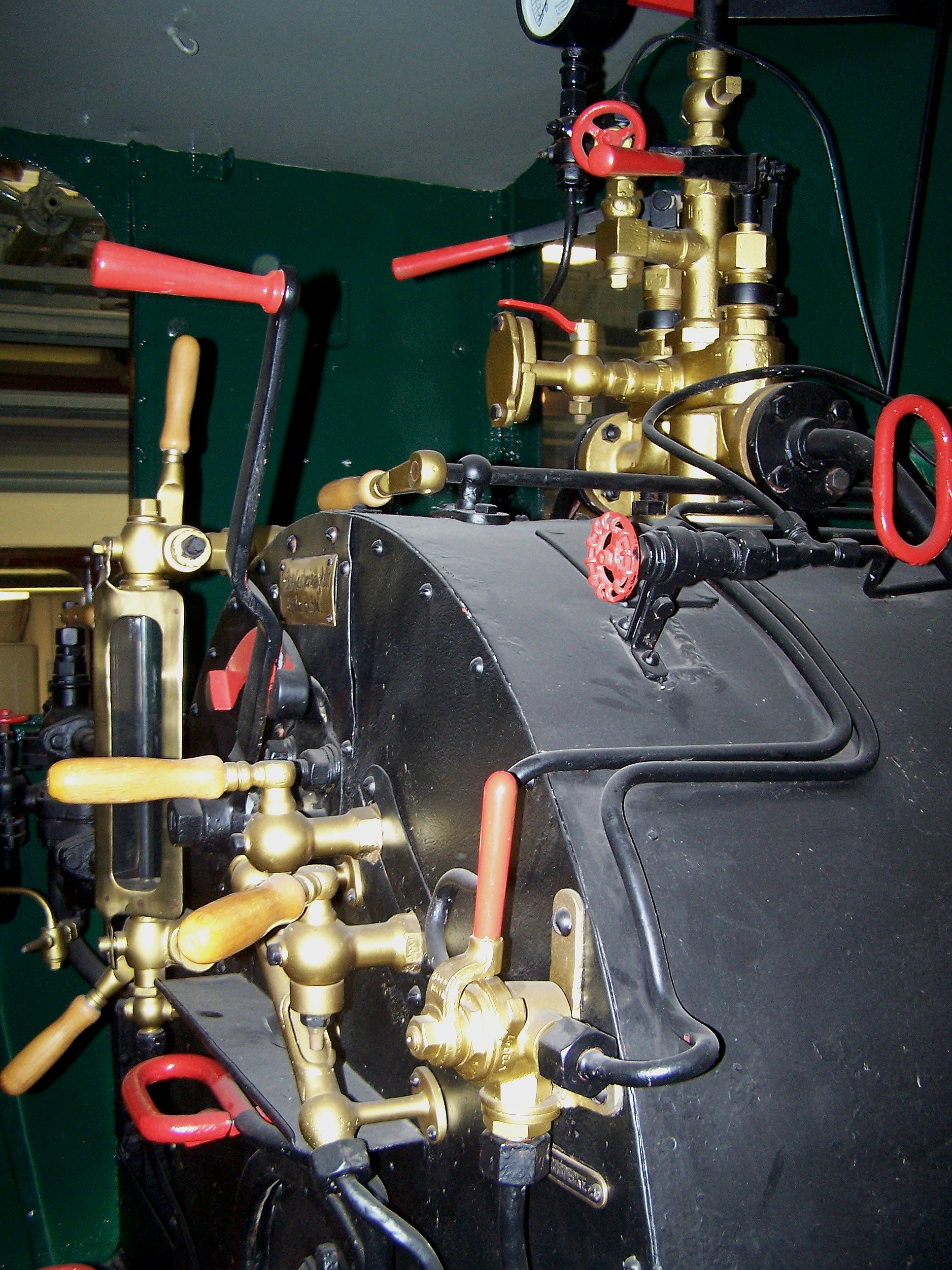
Führerstand der Hagans Bn2t-Dampflokomotive HOHEMARK

Die Maschinenfabrik Christian Hagans in Erfurt war ein deutsches Maschinenbau-Unternehmen, das vor allem als Hersteller von Lokomotiven Bedeutung erlangte.

## Geschichte
Am 1. Juli 1857 gründete Christian Hagans die Maschinenfabrik auf einem Areal an der Ecke Kartäuserstraße / Dalbergsweg in Erfurt. Im Oktober 1857 wurde die Eisengießerei in Betrieb genommen und 1858 eine mechanische Werkstatt. Anfangs umfasste die Produktion Erzeugnisse wie Zahnräder, Lagerschalen und Riemenscheiben, ab 1870 folgte die Herstellung von Ersatzteilen für Dampflokomotiven und der Bau von Lokomotivkesseln. Im November 1872 wurde in vier Monaten Bauzeit die erste Lokomotive, eine Schmalspurlok mit 785 mm Spurweite, für die Oberschlesische Schmalspurbahn hergestellt. 
Aufgrund der beengten Platzverhältnisse in seinem Werk musste sich Hagans vielfach auf die Entwicklung beschränken. So wurden beispielsweise die Lokomotiven der Gattung T 15 von Henschel & Sohn in Lizenz gebaut, da Hagans nicht die nötige Kapazität und insbesondere keinen Gleisanschluss hatte. Die Lokomotiven mit einer Höchstmasse von 35 Tonnen mussten mit Pferden als Zugtiere mehrspännig auf Transportwagen über die Straße zum Erfurter Güterbahnhof gefahren werden. 1903 wurde ein neues Werksgelände in Ilversgehofen erworben. Dort war ein Gleisanschluss zum Bahnhof Erfurt Nord vorhanden und somit waren auch umfangreichere Lieferungen ohne Begrenzung von Gewicht oder Abmessung möglich. Die Produktion wurde in Ilversgehofen 1905 mit der T 9.3 aufgenommen. 
Bis 1913 stellte Hagans 204 Stück der T 9.3 her, es war die größte Serie eines von dem Unternehmen gebauten Fahrzeugs. Am 30. Juni 1915, mit Wirkung zum 1. April 1916, erwarb die Magdeburger Maschinenfabrik R. Wolf AG die Lokomotivfabrik von Christian Hagans Söhnen Otto und Friedrich. Die Produktion in größeren Stückzahlen bestand in den folgenden Jahren ausschließlich aus Lokomotiven für die Preußischen Staatseisenbahnen.
Nachdem von 1924 bis 1928 die Produktion nur noch 25 Lokomotiven umfasste, wurde im August 1928 der Lokomotivbau in Erfurt eingestellt und das Werk geschlossen. Bis dahin waren von Hagans 1251 Lokomotiven gebaut worden, die Fabriknummer 500, eine Lokomotive der Baureihe T 3, war am 29. März 1904 ausgeliefert worden, die Fabriknummer 1000, eine Lokomotive der Baureihe P 8, am 17. Dezember 1920. Die letzte Hagans-Lok war eine Lok der Baureihe 64. Hintergrund der Stilllegung war eine Vereinbarung der R. Wolf AG mit Henschel & Sohn. Henschel übernahm die Lokomotivquote von Hagans und stellte im Gegenzug den Bau von Lokomobilen ein.

## Bauart Hagans

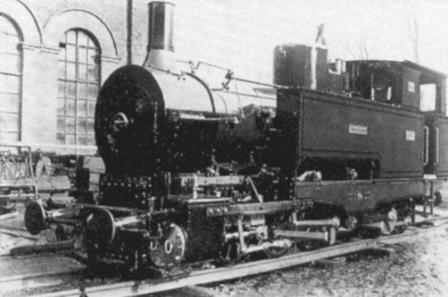
Preußische T 36, eine typische Maschine mit dem von Hagans entwickelten Schwinghebelantrieb

Nach Hagans benannt ist eine Bauart für Gelenkdampflokomotiven, bei der zwei gegeneinander bewegliche Kuppelradgruppen über ein Schwinghebelsystem miteinander verbunden sind, so dass die Lokomotive mit einem Paar Zylinder auskommt.
Beispiele sind die Badische VIII d, die Preußische T 13 und die Preußische T 15.

## Erhaltene Lokomotiven
- U 36.003 (Fabriknummer 174, Baujahr 1884), ex Göllnitztalbahn Nr. 3, bei der Kindereisenbahn in Košice (betriebsfähig)
- HOHEMARK (Fabriknummer 438, Baujahr 1900), Nr. 2 der Frankfurter Lokalbahn, im Verkehrsmuseum in Frankfurt-Schwanheim
- 89 7462 (Fabriknummer 499, Baujahr 1904) 1960–2000 auf einem Spielplatz im Kölner Zoo, seitdem im DB Museum Koblenz in Koblenz-Lützel
- 80 013 (Fabriknummer 1227, Baujahr 1927) im Deutschen Dampflokomotiv-Museum in Neuenmarkt (nicht betriebsfähig)
- 80 014 (Fabriknummer 1228, Baujahr 1927) im Süddeutschen Eisenbahnmuseum Heilbronn (nicht betriebsfähig)